# Fort Kruipin
Fort Kruipin ook wel Fort de Kruipin genoemd, was een Fort aan de noordzijde van de huidige Oude Rijn te Woerden. Aan de zuidzijde stond op dezelfde hoogte Fort Oranje. De forten zijn gebouwd in 1747/1748 en waren onderdeel van de Eerste Hollandse Waterlinie. Fort Kruipin is na 1816 opgeheven. Een weg aan de noordzijde van Woerden richting Kamerik heet sinds 1979 De Kruipin. Deze weg is onderdeel van de N405. Ook de lokale buurtschap wordt zo aangeduid.

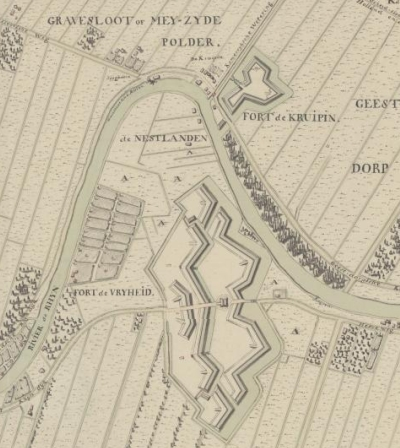
Fort Kruipin en Fort Oranje (hier Fort de Vrijheid genoemd) op een kaart uit 1805

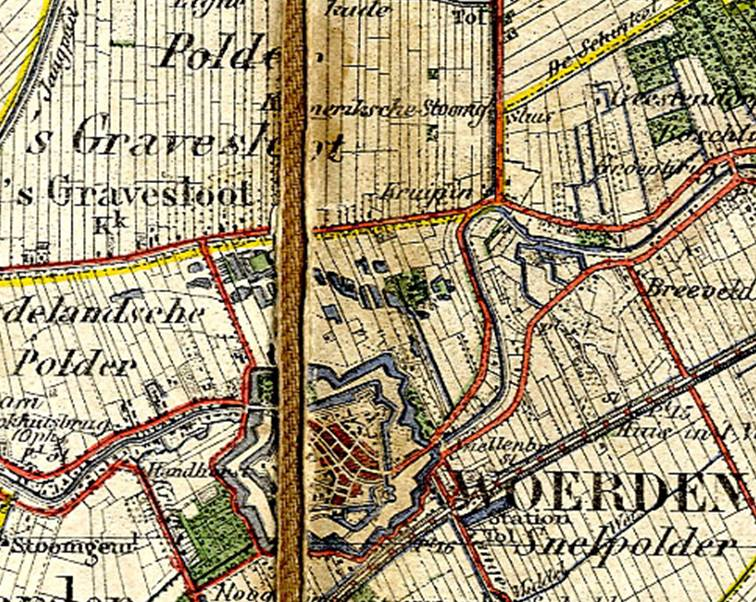
Fort Kruipin op een kaart uit 1892. De contour van het Fort is hier zichtbaar rechts boven het midden

Fort de Kruipin is genoemd naar een herberg met die naam. Deze herberg stond bij de brug over de Kamerikse Wetering.

## Indeling
Fort Kruipin bestond uit een wal, met daaromheen een gracht. Hoewel het de naam "fort" draagt, was de Kruipin dus in feite een schans.

## De naam
Volgens een artikel in de Woerdense Courant van 23 augustus 1979, komt de naam Kruipin voor het eerst voor, geschreven als "Crypin" op een kaart uit 1696, de "Nieuwe Kaart van den Lande van Utrecht" van Nicolaas Visscher. Op een kaart uit 1777 van de verdedigingswerken rondom Woerden staat de naam "Fort de Kruipin". 
Sommige bronnen stellen dat de herberg weer was genoemd naar kleine huisjes bij de Schenkenschans. Het woord kruipin betekent "klein en eng huisje". Maar kruipin betekent echter ook een kooitje om vogels mee te vangen.
De huidige straatnaam Kruipin werd gegeven bij een op 28 augustus 1979 genomen besluit van de gemeenteraad van Kamerik. Tot die tijd maakte het betreffende weggedeelte deel uit van de weg 's-Gravesloot.

## Slag bij Kruipin
In het Rampjaar, 1672, wilden de Fransen Nederland veroveren. Bij de versterking Kruipin vond toen op 12 oktober een slag plaats tussen het Nederlandse en het Franse leger. Er vielen enkele honderden doden. De Fransen wonnen de slag en hielden huis in de stad Woerden. De Fransen wilden daarna verder trekken naar Bodegraven, maar vanwege de invallende dooi konden ze de waterlinie niet over. De molen die vlak bij het fort stond ging in de nacht van 12 oktober in vlammen op.
De schrijver Lukas Rotgans beschreef de slag in zijn dichtwerk Wilhem de Derde:
Als Vrankryks Maarschalk zag, van Utrechts hooge wallen,

Hoe Woerden wierdt gedreigt of hevig aangevallen,

Besluit hy om 't ontzet te nemen by de handt,

...

Een post aan Zuilestein betrout; die, welgemoedt,

Den trotsen Hertog, op zyn aantogt, dapper groet

Met bliksemschichten, die, van 't bolwerk afgevloogen,

De voorsten treffen, dat ze vallen voor zyne oogen;

En verven de Kruipin (zo heet de plaats) met bloet

## Huidige situatie
Van de versterking is weinig meer te zien. Op het terrein bevinden zich een woonhuis en een boomgaard. Wel is de omringende gracht van het fort bewaard gebleven.

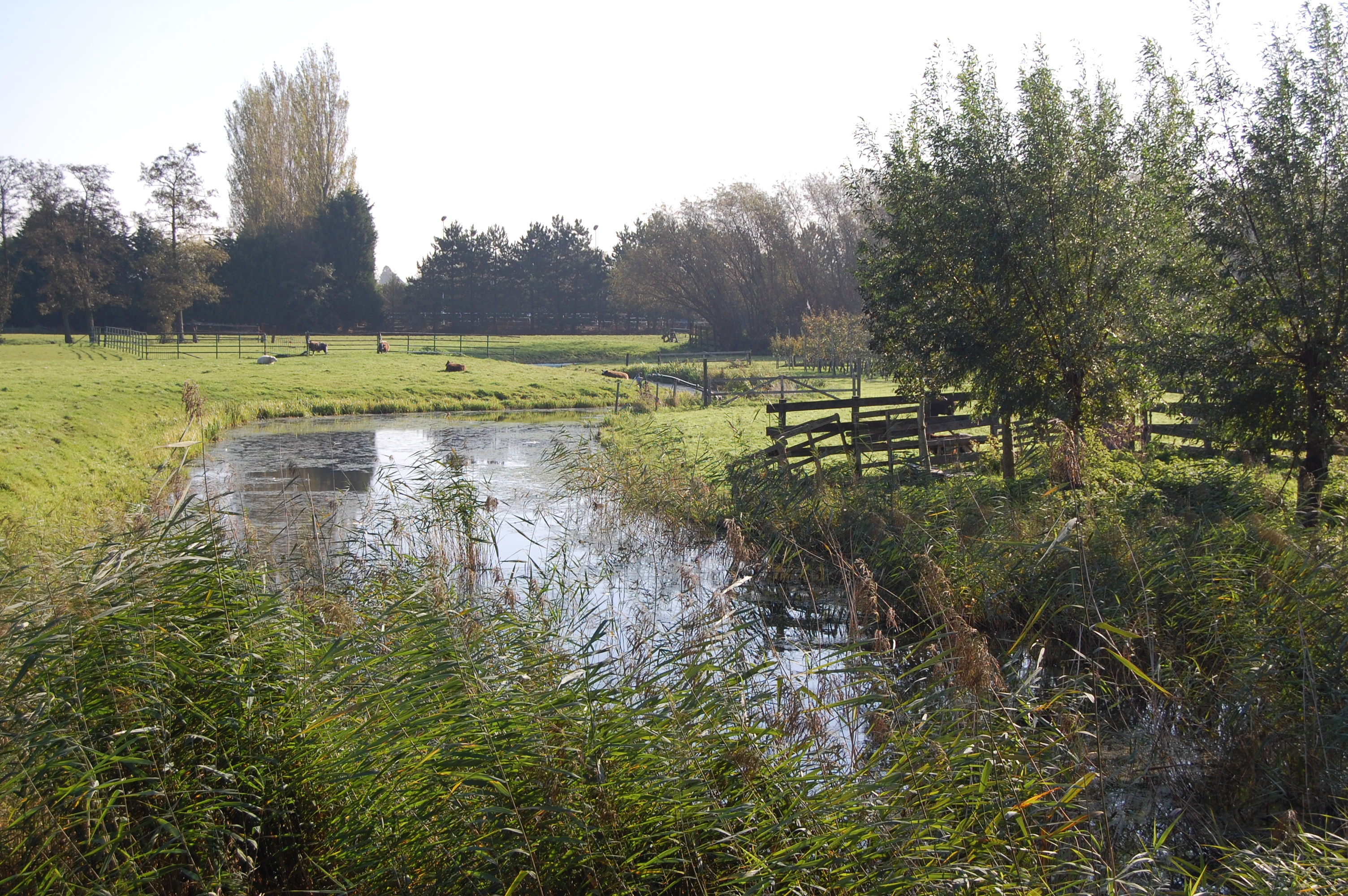
Kruipin gezien vanaf de westzijde. De oude gracht rond de versterking van het fort is nu een sloot.

## Trivia
In Vlaanderen heten diverse straten Kruipin, bijvoorbeeld in het dorp Verrebroek en in Beveren.